# Din Don - Una parrocchia in due
Din Don - Una parrocchia in due è un film per la televisione di genere commedia del 2019, diretto da Claudio Norza ed interpretato da Enzo Salvi e Maurizio Battista.
È andato in onda in prima visione TV su Italia 1 il 3 gennaio 2019.

## Trama
Donato, un manager musicale cialtrone, per sfuggire a due sgherri di un boss a cui ha fatto perdere molti soldi per colpa della sua inefficienza, approfittandosi di una lettera dello zio vescovo si presenta vestito da prete al parroco di una chiesa di paese, don Dino, fingendo di essere stato mandato lì dal vescovo come viceparroco. 
La chiesa di don Dino è sempre vuota. Infatti i fedeli del paese frequentano la chiesa nuova, retta da don Gabriele, un prete ruffiano che ci sa fare con la gente. L'arrivo di Donato inizialmente sembra il colpo finale per la chiesa di don Dino: Donato non sa da dove cominciare una messa, non ha mai confessato né sposato nessuno, la sola idea di fare un'estrema unzione lo spaventa. Don Dino comincia a litigare con Donato: sembra tutto meno che un prete. 
Ma a poco a poco, i modi stravaganti di don Donato, la sua apertura mentale da "peccatore" e la sua mentalità da "prete rock" cominciano ad attrarre i fedeli.

## Riprese
Il film è stato girato tra Roccasecca e Cassino, in provincia di Frosinone e le riprese sono durate dal 13 giugno al 17 luglio 2018.

## Ascolti
| Prima TV       | Telespettatori | Share |
| -------------- | -------------- | ----- |
| 3 gennaio 2019 | 1.544.000      | 6,63% |

## Sequel
Il 29 dicembre 2019 è andato in onda su Italia 1 il primo sequel dal titolo Din Don - Il ritorno. Ne sono seguiti altri.